# صافی‌های عکس‌برداری از خورشید
به علت درخشش قوی خورشید، عکس‌برداری از آن همواره باید با استفاده از صافی‌های خاص انجام گیرد، 
البته استفاده از صافی‌ها کاربرد علمی نیز دارد؛ مثلاً یک صافی خاص تنها بخش خاصی از نور خورشید (مثلاً مادون قرمز) را عبور می‌دهد که با استفاده از تصویر حاصل از آن می‌توان به نتایجی در مورد ترکیبات شیمیایی گداخته‌ای که آن نور خاص را ساطع می‌کنند، رسید.
عکس‌برداری از خورشید معمولاً با استفاده از صافی‌های دست‌ساز که از ورقه‌های «مایلار» - نوعی کاغذ زرورق مانند که تنها بخشی از طیف نور را از خود عبور می‌دهد - استفاده می‌شود. 